# Acciaio ipoeutettoidico
L'acciaio ipoeutettoidico è un acciaio con tenore di carbonio inferiore a quello dell'eutettoidico (circa 0,77% in peso di carbonio).
La sua struttura è costituita da perlite e ferrite proeutettoidica, ottenute a una temperatura superiore a quella eutettoidica (circa 727 °C).